# Rosebud (film)
Rosebud is een Amerikaanse avonturenfilm uit 1975 onder regie van Otto Preminger.

## Verhaal
Larry Martin is een verslaggever die tevens werkzaam is als geheim agent voor de CIA. Hij wordt ingehuurd om vijf miljonairsdochters te redden, die door Palestijnse terroristen gevangen worden gehouden op het jacht Rosebud.

## Rolverdeling
| Acteur               | Personage       |
| -------------------- | --------------- |
| Peter O'Toole        | Larry Martin    |
| Richard Attenborough | Sloat           |
| Cliff Gorman         | Hamlekh         |
| Claude Dauphin       | Fargeau         |
| John V. Lindsay      | Senator Donovan |
| Peter Lawford        | Lord Carter     |
| Raf Vallone          | George Nikolaos |
| Adrienne Corri       | Lady Cater      |
| Amidou               | Kirkbane        |
| Joseph Shiloach      | Hacam           |
| Brigitte Ariel       | Sabine          |
| Isabelle Huppert     | Helene          |
| Lalla Ward           | Margaret        |
| Kim Cattrall         | Joyce           |
| Debra Berger         | Gertrude        |